# غلامعباس نواصرزاده
عباس نواصرزاده(آبان۱۳۳۳اهواز-۲۹بهمن ۱۳۹۵تهران) بازیکن و پیشکسوت فوتبال ایرانی است. وی سابقهٔ بازی در تیم‌های جنوب اهواز(فولادخوزستان)، پاس جنوب، آب و خاک جنوب، گمرک خوزستان، نیروی اهواز و منتخب فوتبال خوزستان را دارد. او کاپیتان سابق تیم ملی جوانان ایران و بازیکن تیم ملی بزرگسالان بود.
نواصرزاده پس از ۳ماه مبارزه با بیماری خود ۲۹ بهمن ۱۳۹۵درگذشت.

## زندگی ورزشی
نواصرزاده در ۱۶ سالگی در قالب تیم فوتبال منتخب جوانان خوزستان قهرمان ایران شد و سپس توسط حشمت مهاجرانی به تیم ملی جوانان ایران پیوست و بازوبند کاپیتانی تیم ملی فوتبال جوانان ایران را بر بازو بست.
وی در سال۱۳۵۳ و در سن ۲۰ سالگی به تیم ملی فوتبال بزرگسالان ایران دعوت شد و طی۱۲ بازی ملی ۱ گل نیز به ثمر رساند. تماشاگران به نواصرزاده لقب بکن باوئر ایران را داده‌اند. او پس از انقلاب اسلامی کفش‌هایش را آویخت و به امر مدیریتی پرداخت. قائم مقام، مدیراجرایی و سرپرست تیم‌های کشاورز تهران، جنوب اهواز، فولادخوزستان و ملوان بندر انزلی بود.دوستداران فوتبال به وی لقب پدر فولاد را داده‌اند.

## افتخارات
- قهرمانی ایران همراه با تیم منتخب خوزستان به عنوان باز[۲] یکن
- قهرمانی جام حذفی با جنوب اهواز (فولاد خوزستان) به عنوان سرپرست
- قهرمانی لیگ خلیج فارس با تیم فوتبال فولاد خوزستان در سال۱۳۸۴
- قهرمانی لیگ خلیج فارس با تیم فوتبال فولاد خوزستان در سال ۱۳۹۲
- قهرمانی مدارس ایران با تیم منتخب مدارس خوزستان

## مرگ
عباس نواصرزاده سرانجام در تاریخ ۲۹ بهمن ۱۳۹۵ پس از ۳ ماه مبارزه با بیماری خود در بیمارستان پیامبران تهران درگذشت.